# Пруссія (повітряна куля)
Пруссія (нім. Preussen) — повітряна куля спроектована й збудована німецькою компанією «Continental Caoutchouk and Guttapercha Compagnie» на якій 31 липня 1901 року берлінські метеорологи Артур Берсон і Райнхард Зюрінг піднялись на рекордну висоту 10 800 метрів . Метеорологічні дані з рекордного польоту «Пруссії» допомогли німецькому вченому Ріхарду Асманну у відкритті стратосфери.

## Створення повітряної кулі
Повітряна куля була спроектована і виготовлена в 1900 році німецьким аеронавтом і конструктором дирижаблів Жозефом Робертом Зекелі (Josef Robert Zekéli) . Оболонку для кулі з спеціальної прогумованої тканини виготовила компанія «Continental Caoutchouk and Guttapercha Compagnie» у Ганновері. Загальна вартість створення повітряної кулі склала 20 000 німецьких марок . Частину коштів виділив потсдамський підрядник Карл Ендерс, який став співвласником повітряної кулі. Після свого створення, повітряна куля Жозефа Зекелі і Карла Ендерса стала найбільшою повітряною кулею виготовленою в Німеччині. Її оболонка мала об'єм 8400 м³, а її діаметр становив 25 метрів. Куля була оснащена двома клапанами, які дозволяли випускати підйомний газ з оболонки і таким чином керувати набором висоти. Верхній клапан мав діаметр 125 см, а нижній — 100 см. Корзина повітряної кулі мала довжину 210 см і ширину 180 см. Вона була оснащена трьома відкидними сидіннями, які складались та відкидним столиком. Зовні корзини знаходились три резервуари, кожен з яких вміщав 55 літрів питної води. Також, зовні корзини було встановлено три електричні батареї, кожна з яких складалася з десяти сухих елементів, які були оснащені трьома переносними лампочками з автоматичними (ртутними) перемикачами . 
Жозеф Зекелі планував здійснити на своїй повітряній кулі рекордний міжміський переліт. Він хотів побити всі німецькі рекорди відстані польоту, які були встановлені до 1900 року. Проте, рекордний політ Зекалі провалився 23 вересня 1900 року, коли повітряна куля була змушена приземлитись пролетівши лише 40 кілометрів від Берліна. Причиною провального польоту став буксирний трос, який в темряві потрапив на землю і обмотався за гілки дерев в лісі, недозволивши повітряній кулі летіти дальше .  
В березні 1901 року, після довгої суперечки за право власності над кулею, потсдамський підрядник Карл Ендерс запропонував повітряну кулю «Аеронавігаційній обсерваторії Берлін-Тегель» як подарунок. Німецький кайзер  Вільгельм II дозволив обсерваторії прийняти цей подарунок, а також виділив 10 000 марок на спорядження для двох нових наукових польотів. В 1901 році повітряну кулю було відновлено і на неї встановили ряд нових наукових приладів для метеорологічних досліджень. Після цього, повітряну кулю було перейменовано і вона отримала назву «Пруссія» .

## Передумови для наукових польотів «Пруссії»
Подарована Карлом Ендерсом повітряна куля стала дуже корисною для «Аеронавігаційної обсерваторії Берлін-Тегель», адже німецькі вчені, які там працювали, якраз планували здійснити перший пілотований науковий політ на рекордну висоту, яка мала перевищити 10 000 метрів. Досі, на таку висоту літали лише невеликі безпілотні повітряні кулі, метеорологічні дані яких могли бути неточними.
У 1890-х роках німецькі метеорологи вже здійснили серію Берлінських наукових польотів на повітряних кулях під час яких, отримали метеорологічні виміри, які свідчили, що температура повітря не знижується із збільшенням висоти, а знову підвищується вище висоти 10 000-12 000 метрів. Схожі виміри отримав і французький вчений  Леон Тейсерен де Бор, який у 1896—1898 роках відправляв свої безпілотні метеозонди з власної обсерваторії в містечку Трапп поблизу Парижа .
Оскільки всі зафіксовані дані температури повітря на висотах вище 10 000 метрів були виміряні під час безпілотних польотів, вченим було незрозуміло, чи можна вважати ці дані надійними і чи не спотворювало сильне сонячне випромінювання результати вимірювань на цій висоті. Щоб прояснити це питання, у 1900 році відомий  німецький метеоролог Ріхард Асманн, директор «Аеронавігаційної обсерваторії Берлін-Тегель», запланував здійснити одночасні польоти пілотованої та безпілотної повітряних куль на якомога більшу висоту, що мала перевищувати понад 10 000 метрів. Отримавши в подарунок найбільшу в Німеччині повітряну кулю і 10 000 німецьких марок на її переобладнання від кайзера Вільгельма II план Ріхарда Асманна і німецьких метеорологів нарешті міг стати реальністю. Влітку 1901 року вони прийнялись за його реалізацію .

## Наукові польоти «Пруссії»

### Перший науковий політ 11 липня 1901 року
Перший науковий політ «Пруссії» відбувся 11 липня 1901 року. Це був підготовчий політ основною метою якого було випробувати відновлену повітряну кулю. Додатковою цілю польоту стало дослідження впливу висоти та розрідженої атмосфери на організм людини. Крім німецьких метеорологів і досвідчених аеронавтів Артура Берсона і Райнхарда Зюрінга, в цьому польоті взяв участь відомий віденський лікар і фізіолог Герман фон Шреттер ((Hermann von Schrötter)), який був визначним фахівцем, що займався вивченням висотної хвороби і виступав за її профілактику за допомогою використання балонів з киснем для дихання . Оболонку повітряної кулі наповнили світильним газом. Під час свого першого наукового польоту, «Пруссія» піднялася на висоту 7450 метрів і пролетіла з Берліна до містечка Пірмазенс, а лікар Герман фон Шреттер зміг виміряти артеріальний тиск, дихання та частоту пульсу всіх його учасників .

### Рекордний політ 31 липня 1901 року

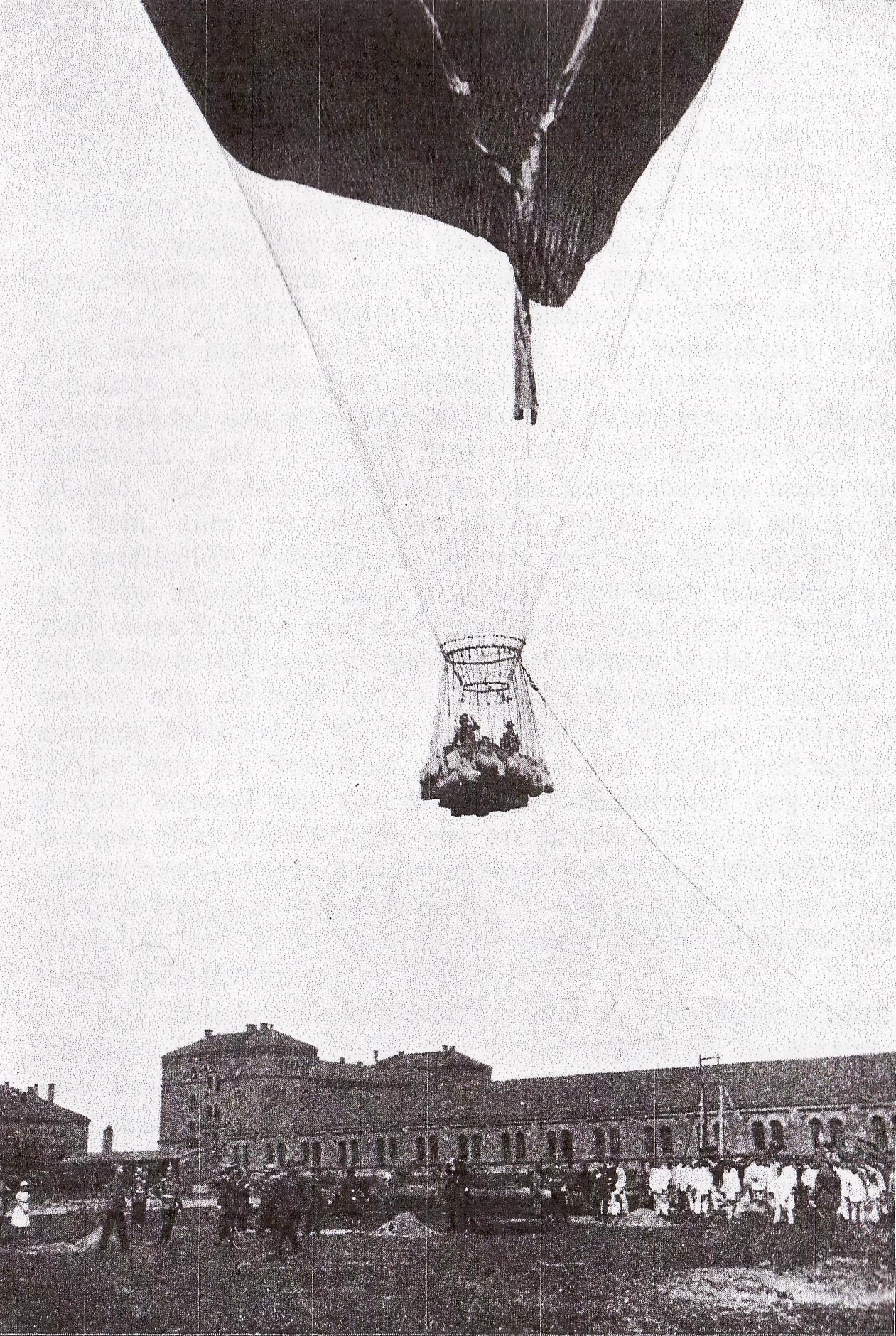
Стартовий майданчик Темпельгофер (Tempelhofer Feld) перед початком рекордного польоту повітряної кулі «Пруссія», 31 липня 1901 року

Рекордний політ «Пруссії» відбувся 31 липня 1901 року. Здійснили його двоє німецьких метеорологів Артур Берсон і Райнхард Зюрінг, які на той час були найдосвідченішими аеронавтами Німеччини .
Для повітряної кулі було створено спеціальний стартовий майданчик на полі Темпельгофер Фельде (Tempelhofer Feld) біля Берліна. Для надування оболонки «Пруссії», на стартовий майданчик машинами завезли 1080 балонів, які містили 5400 м³ водню. При повному наповнені оболонки і розширенню водню в ній на висоті під час польоту, максимальний об'єм сферичної оболонки кулі становив 8400 м³ .
Окрім наукових приладів для метеорологічних досліджень в гондолі повітряної кулі було встановлено чотири 1000-літрові балони з киснем для дихання. Також, там знаходились 8000 кілограмів баласту, який зберігався в 63 кілограмових мішках з піском і 36 кілограмових мішках із залізними ошурками .
В день польоту на стартовому майданчику дув слабкий північно-західний вітер. Температура повітря становила 23,4 °C, а тиск повітря становив 762,0 мм ртутного стовпчика. Політ стартував о 10:50 годині ранку. Куля піднімалась вгору із вертикальною швидкістю 1,5 м/с. За перші 40 хвилин польоту Берсон і Зюрінг досягти висоти 5000 метрів. Температура повітря тут становила -7 °C і щоб піднятись вище вченим довелось почати викидати мішки з баластом, оскільки водень в оболонці кулі вже досяг свого максимального розширення і не створював потрібної для набору висоти підйомної сили .
За перші 4 години польоту вченим вдалось піднятись на висоту 9000 метрів. Температура повітря тут становила -32 °C. Досягнувши висоти понад 10 000 метрів Зюрінг раптово втратив свідомість. Берсон в цей момент, зміг зафіксувати висоту, яка становила 10 225 метрів. Також він зняв покази температури повітря -35,7 °C і після цього витягнув аварійний клапан, щоб випустити водень із оболонки повітряної кулі та розпочати її спуск. Згодом він також втратив свідомість через гіпоксію . В офіційному звіті з польоту, який був широко розтиражований в німецькій пресі, про все що відбувалось після втрати свідомості пілотів, сказано наступне:
|  | Невдовзі після того, як другий аеронавт в гондолі втратив свідомість на висоті 10500 м, повітряна куля піднялася ще щонайменше на 300 метрів вище, досягнувши максимальної висоти 10800 м (можливо, 11000 м), а потім змінила свій політ на різке падіння через вплив клапанного механізму, який використав професор Берсон... |

Берсон і Зюрінг змогли отямитись після втрати свідомості коли повітряна куля спустилась на висоту 6000 метрів. Повноцінний контроль за польотом «Пруссії» вони змогли відновити коли повітряна куля вже спустилась до 2500 метрів. Їхнє приземлення о 18:25 вечора біля села Брізен, що на півночі від містечка Котбус, було доволі успішним і безпечним. Загальна тривалість їхнього польоту склала 7 годин і 36 хвилин .
Світовий рекорд висоти встановлений Берсоном і Зюрінгом протримався 30 років. Його змогли побити Огюст Піккар і Поль Кіпфер (1905—1980), які 27 травня 1931 року досягли висоти 15 781 метрів в герметично закритій гондолі свого аеростату FNRS-1.
Метеорологічні дані, які були виміряні під час рекордного польоту Берсона і Зюрінга на «Пруссії» стали важливим фактором, на який опирався в своїх дослідженнях німецький метеоролог Ріхард Асманн. У нього більше не було причин не довіряти температурам, виміряним з допомогою безпілотних метеозондів. Це безпосередньо призвело до відкриття стратосфери Асманом і Тейсереном де Бором у 1902 році .